# Wald und Wasserkreislauf

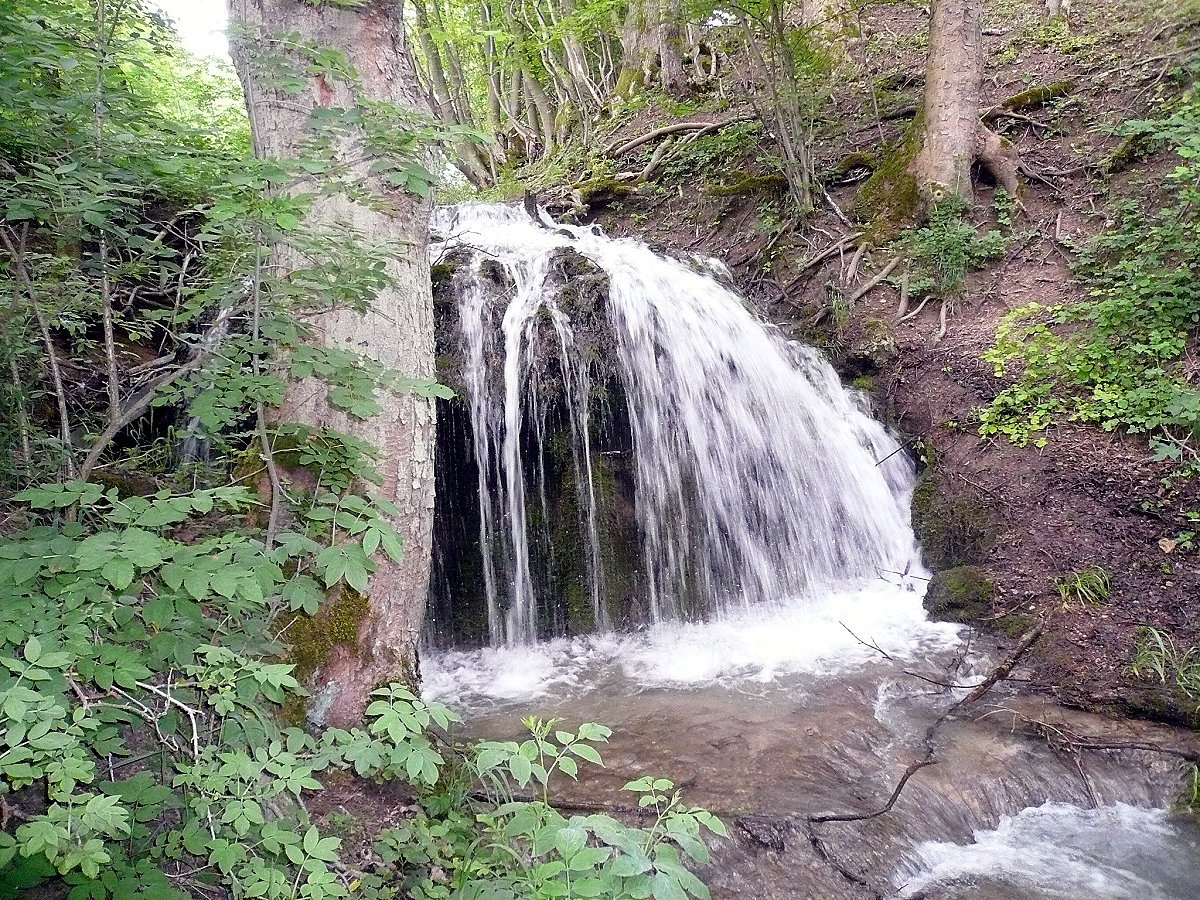
Wasserfall im Wald

Wald und Wasserkreislauf haben eine intensive Wechselbeziehung. Zum einen bestimmt die Menge des jährlichen Niederschlags, ob und welcher Wald wachsen kann. Auf der anderen Seite nimmt der Wald als Form der Landnutzung einen erheblichen Einfluss darauf, was mit dem Niederschlagswasser weiter geschieht. Auch erzeugen größere Waldgebiete ihren eigenen Regen durch Erhöhung der Luftfeuchte und Absenken der Lufttemperatur gegenüber dem Offenland.

## Niederschlag

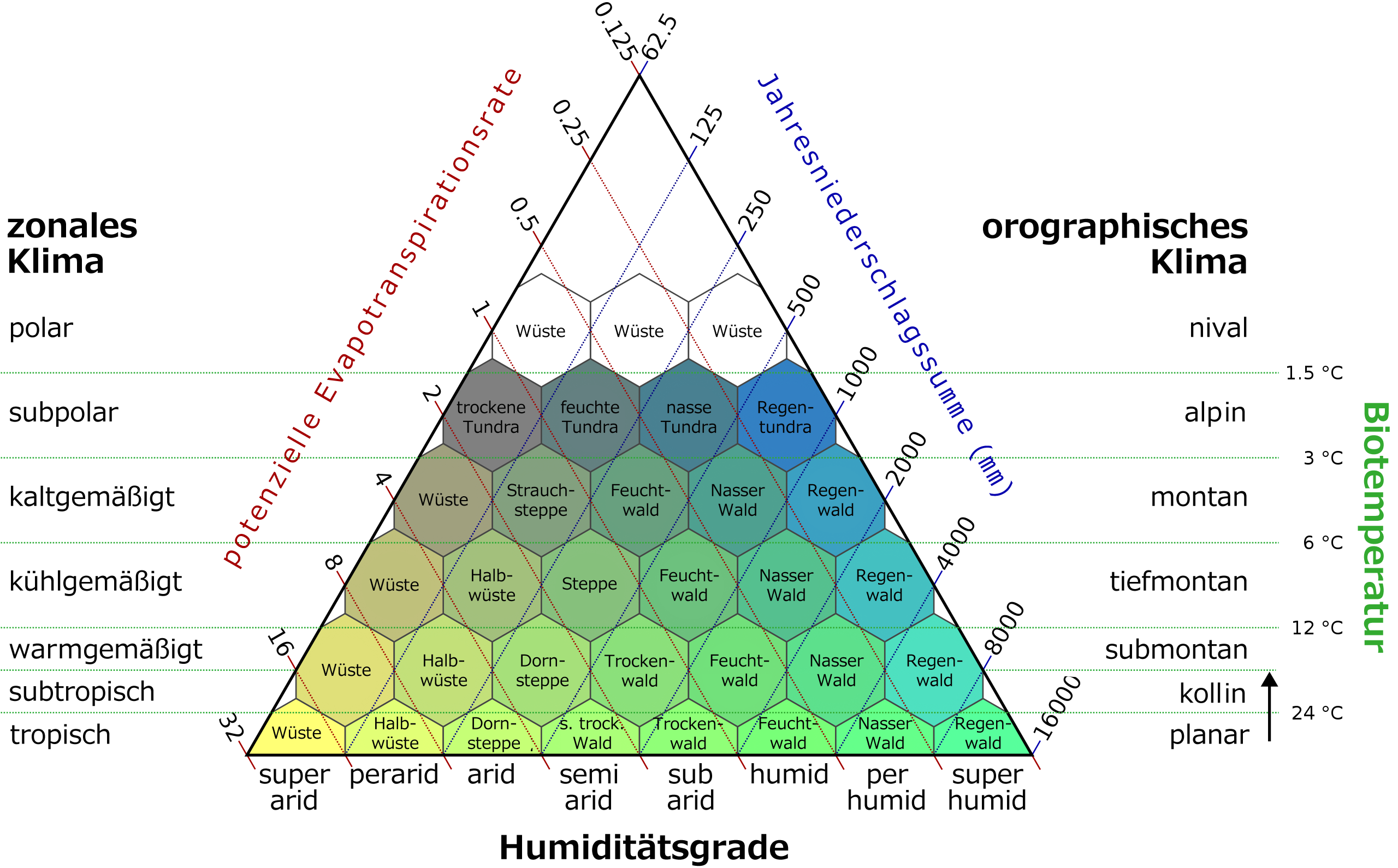
Verhältnis Niederschlag-Temperatur-Vegetation

In Abhängigkeit von der Temperatur benötigt es eine gewisse Niederschlagsmenge, damit Wald entstehen oder bestehen kann (Trockengrenze des Waldes). Man spricht von der klimatischen Wasserbilanz: Die Niederschlagsmenge muss während der Vegetationsperiode im Verhältnis zur Verdunstung hoch genug sein. Ist die Trockenheit (Aridität) zu hoch, können keine Bäume, irgendwann auch keine Gräser und anderen Pflanzen mehr gedeihen. Neben anderen Faktoren bestimmt die Niederschlagsmenge auch die Zusammensetzung der Baumarten und den Zuwachs an Holz. Jede Baumart hat eine individuelle Trockengrenze, die zudem auch von ökologischen Faktoren und den Bodeneigenschaften abhängt. Die häufigsten mitteleuropäischen Baumarten ertragen innerhalb der Wachstumsperiode unter sonst günstigen Bedingungen auch ein moderates Defizit in der Wasserbilanz, also negative Werte.
Niederschlag erreicht im Wald nicht gleich den Boden. Ein Teil wird auf der Oberfläche der Bäume zurückgehalten (Interzeption). Die Höhe dieses Anteils wird von vielen Faktoren bestimmt: Größe der Krone, Anzahl der Blätter, Rauigkeit der Blattoberfläche. Nadeln halten mehr Wasser zurück als Blätter.
Es gibt aber auch Sonderfälle: Die kanarische Kiefer hat sich mit 25 cm langen Nadeln daran angepasst, aus dem Nebel des Nordostpassat Tau einzufangen. Dieser tropft anschließend zu Boden und verbessert so die Wasserversorgung des Baums. Hier verbessern die Nadeln die Wasserversorgung, anstatt sie durch Interzeption zu behindern.

## Verdunstung

Schema Transpiration

Verdunstung und Grundwasserleiter

Auf  Waldflächen verdunstet mehr Wasser als auf Grünland oder Ackerflächen. Ein großer Teil verdunstet physikalisch (Evaporation). Dieser Anteil hängt direkt mit der Größe der Oberfläche und Struktur eines Baumes zusammen. Ist die Interzeption hoch, folgt daraus eine hohe Evaporation. Mit den Wurzeln wird aber auch Wasser aus dem Boden mit den darin gelösten Nährstoffen aufgenommen und zu den Blättern oder Nadeln geleitet. Die Verdunstung durch die Spaltöffnungen der Pflanzen (Transpiration) ist neben der Photosynthese der „Motor“ für den Stoffwechsel der Bäume. Die Zusammenfassung von beidem, die Evapotranspiration, kann lokal den bodennahen Bereich im Wald fühlbar (>10 °C) kühlen und andererseits über die Wolkenbildung zu günstigen globalen Klimaeffekten führen.

## Wasserspeicher Waldboden
Niederschlagswasser, welches nicht auf der Oberfläche zurückgehalten wird und nicht verdunstet, tropft herunter oder rinnt als Stammablauf an Zweigen und Stamm zum Boden. Dieser ist in Waldgebieten von einer dicken Humusschicht mit reichlich organischem Material bedeckt. Es ist in der Lage aufzuquellen und große Mengen an Wasser zu binden. Außerdem ist der Waldboden in der Regel kaum verdichtet. Zwischen den Partikeln befinden sich reichlich Zwischenräume, in denen Wasser gespeichert werden kann. Wasser verbleibt in Waldgebieten lange Zeit im Boden. Nur wenn dessen Aufnahmefähigkeit überschritten wird, versickert es in die Grundwasserleiter oder fließt an der Oberfläche ab.

## Oberflächenabfluss
Da der Waldboden wie ein Puffer auf den Wasserhaushalt wirkt, kommt es im Bereich von Waldgebieten auch bei Starkregenereignissen wesentlich seltener zu Hochwasserereignissen in den ableitenden Oberflächengewässern. Dies gilt jedoch nur für intakte Wälder. Dort, wo durch schwere Erntemaschinen der Boden verdichtet wurde, kann Niederschlagswasser schwerer in den Boden eindringen. Es läuft schneller ab, die Pufferfunktion geht verloren. Verstärkt wird dieser negative Effekt noch durch die Anlage von Rückegassen und durch Fahrspuren. Sie wirken wie Gerinne zur Ableitung des Wassers.

## Grundwasserneubildung
Wird die Speicherkapazität des Waldbodens überschritten, fließt Niederschlagswasser, das nicht oberflächlich abläuft als Sickerwasser in tiefere Bodenschichten. Das Ausmaß dieser  Grundwasserneubildung ist beim Wald wegen Interzeption und Verdunstung deutlich niedriger als unter offenen Flächen:
Grundwasserneubildung: Ackerland > Grünland > Mischvegetation > Laubwald > Nadelwald
Umgekehrt verhält es sich mit der Qualität des Grundwassers, sie ist unter Wald am besten, meist Trinkwasserqualität. Unter Ackerland ist sie in der Regel am schlechtesten, wegen des Eintrags von Schadstoffen, vor allem Nitrat. Im Wald fallen schon weniger Schadstoffe an und sie werden in der Humusschicht abgefangen und abgebaut. Im Sinne des Trinkwasserschutzes ist es daher von großer Bedeutung auf die Ausbringung von Schadstoffen im Wald zu verzichten (Insektenvernichtungsmittel, Dünger).

## Probleme bei der Bodennutzung im Hinblick auf den Wasserhaushalt
Auf Kahlschlagflächen und auf Waldbrandflächen besteht die Gefahr der Bodenerosion. Durch Wind, vor allem aber durch starke Niederschläge kann die Humusschicht besonders in Steillagen schnell verlorengehen. Der Wasserhaushalt wird auf dieser Fläche dann erheblich gestört, auch die Wiederansiedelung bestimmter Baumarten erschwert. In diesem Sinne sind auch steil angelegte Forststraßen problematisch. Wenn für Skigebiete Wald gerodet wird, sind Erosion und Bodenverdichtung die Folge. Der Oberflächenabfluss steigt erheblich, die Hochwassergefahr ebenfalls. Gleiches gilt für die Flächenversiegelung beim Siedlungsbau und bei der Anlage von Industriegebieten.

## Probleme des Waldbaus im Hinblick auf den Klimawandel
Nach Einschätzung des Potsdam-Instituts für Klimafolgenforschung (PIK) werden wir es in der Zukunft mit einer jahreszeitlichen Umverteilung der Niederschläge zu tun haben. In den Sommern wird es häufiger längere Trockenzeiten geben. Die Jahresniederschlagsmenge wird sich mehr auf die Wintermonate verteilen und häufiger in Form von Starkregenereignissen auftreten. Die Verdunstungsrate wird im Sommer ansteigen, der Oberflächenabfluss der Niederschläge durch Starkregenereignisse zunehmen. Unabhängig von der Form der Landnutzung wird mit einem weiteren Rückgang der Grundwasserneubildung zu rechnen sein. Trinkwasser wird wertvoller.
Im Bezug auf den Waldbau ist es daher von Bedeutung, dass die Grundwasserneubildung bei verschiedenen Baumarten unterschiedlich ist. Bei Baumarten mit hoher Interzeption und Evaporation fällt die Grundwasserneubildung geringer aus. Dies ist in besonderem Maße bei Nadelhölzern der Fall. Sie bilden mit ihrer Nadelstruktur eine große Oberfläche aus. Insbesondere werfen sie aber ihre Nadeln im Winter nicht ab (mit Ausnahme der Lärche).
So ist nach einer Untersuchung des PIK die Grundwasserneubildung unter Buche und Eiche deutlich größer als unter Kiefern und Douglasie. In allen Klimamodellen, in denen die Klimaentwicklung der nächsten Jahrzehnte berechnet wird, bleibt dieser Effekt für alle Szenarien bestehen. Dies hat besondere Bedeutung z. B. für die niederschlagsarmen Regionen in Brandenburg. Die ohnehin durchlässigen Sandböden dort sind noch häufig mit Kiefern bestockt. Zur Sicherung der zukünftigen Trinkwasserversorgung ist eine Waldumbau in Richtung Laubhölzer zu bedenken.
Natürlich ist es auch von besonderem Interesse, welche Baumarten mit langen sommerlichen Trockenperioden bei steigenden Temperaturen überhaupt zurechtkommen. Da sieht es für Fichten und Tannen in geringerem Maße aber auch für die Buche nicht gut aus. Besser bestellt ist es wohl für Traubeneiche, Hainbuche, Robinie und die Kiefernarten  Wald-Kiefer und Schwarzkiefer.
Die Trockengrenzen der einzelnen Baumarten werden sich verschieben.
Für die Aufgabenstellung der zukünftigen Waldentwicklung siehe auch: